# Mikkel Mac

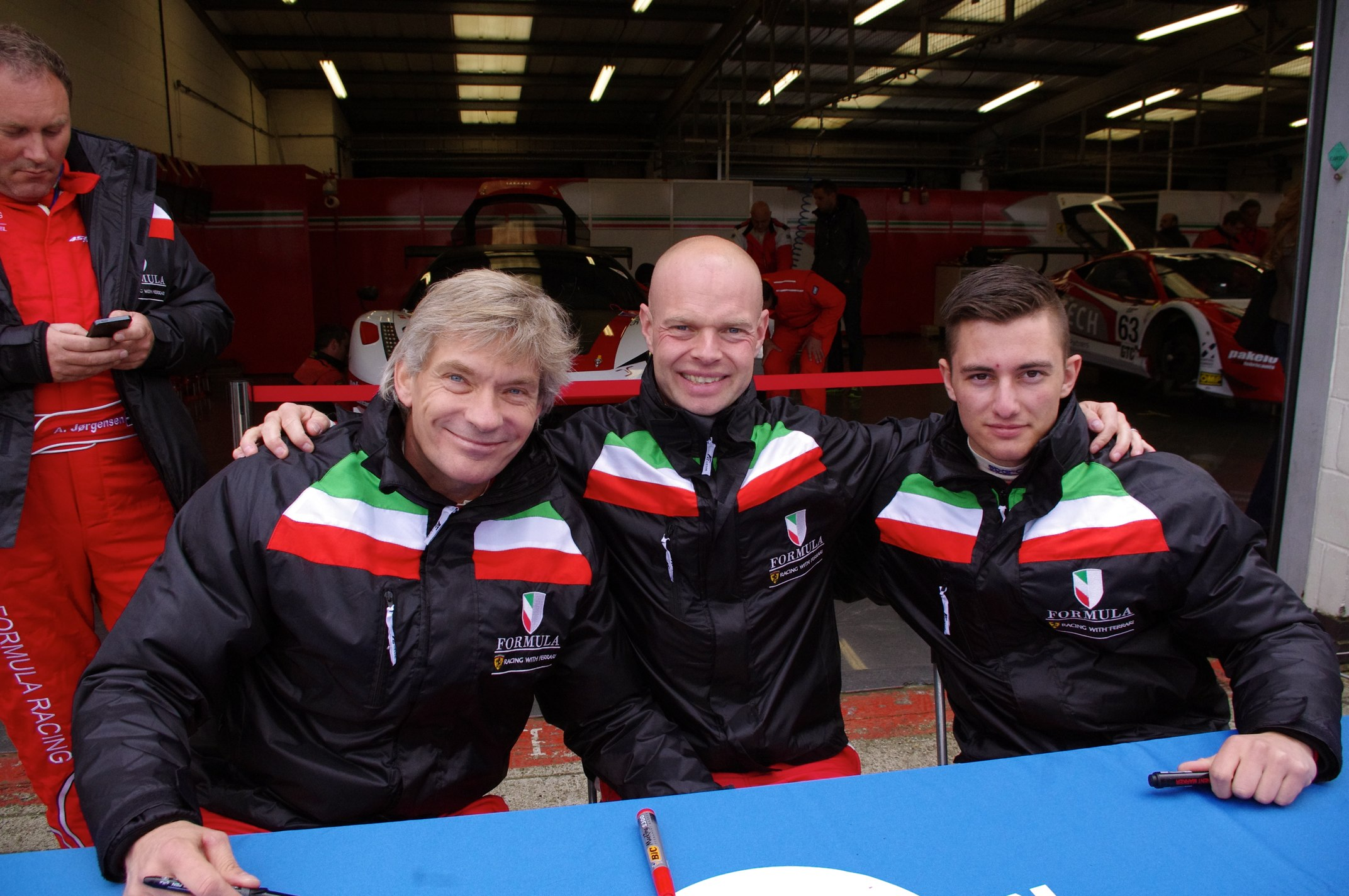
Mikkel Mac (rechts) in 2014

Mikkel Mac (Nykøbing Falster, 18 december 1992) is een Deens autocoureur.

## Carrière
Net als vele andere coureurs begon ook Mac zijn autosportcarrière in het karting. Hij bleef hier tot 2008. In 2009 begon hij met formuleracing met 8 van de 16 races in de Deense Formule Ford. Hij behaalde hier zes podiumplaatsen en twee overwinningen op weg naar de zevende plaats in het kampioenschap. Verder nam hij ook deel aan vijf ronden van de Formule BMW Europa, waar hij als 23e eindigde. In 2010 stapte Mac over naar het team KTR naar de Formule Renault 2.0 NEC, waar hij drie races won en tweede in het kampioenschap werd achter Ludwig Ghidi met 28 punten achterstand.
In 2011 maakte hij zijn debuut in de Formule 2. Hij was de jongste coureur in dit seizoen in deze klasse.